# 友誼路駅 (上海市)
座標: 北緯31度24分23秒 東経121度28分14秒 / 北緯31.40639度 東経121.47056度
友誼路駅（ゆうぎろえき）は、中華人民共和国上海市宝山区に位置する上海軌道交通3号線の駅。

## 駅構造

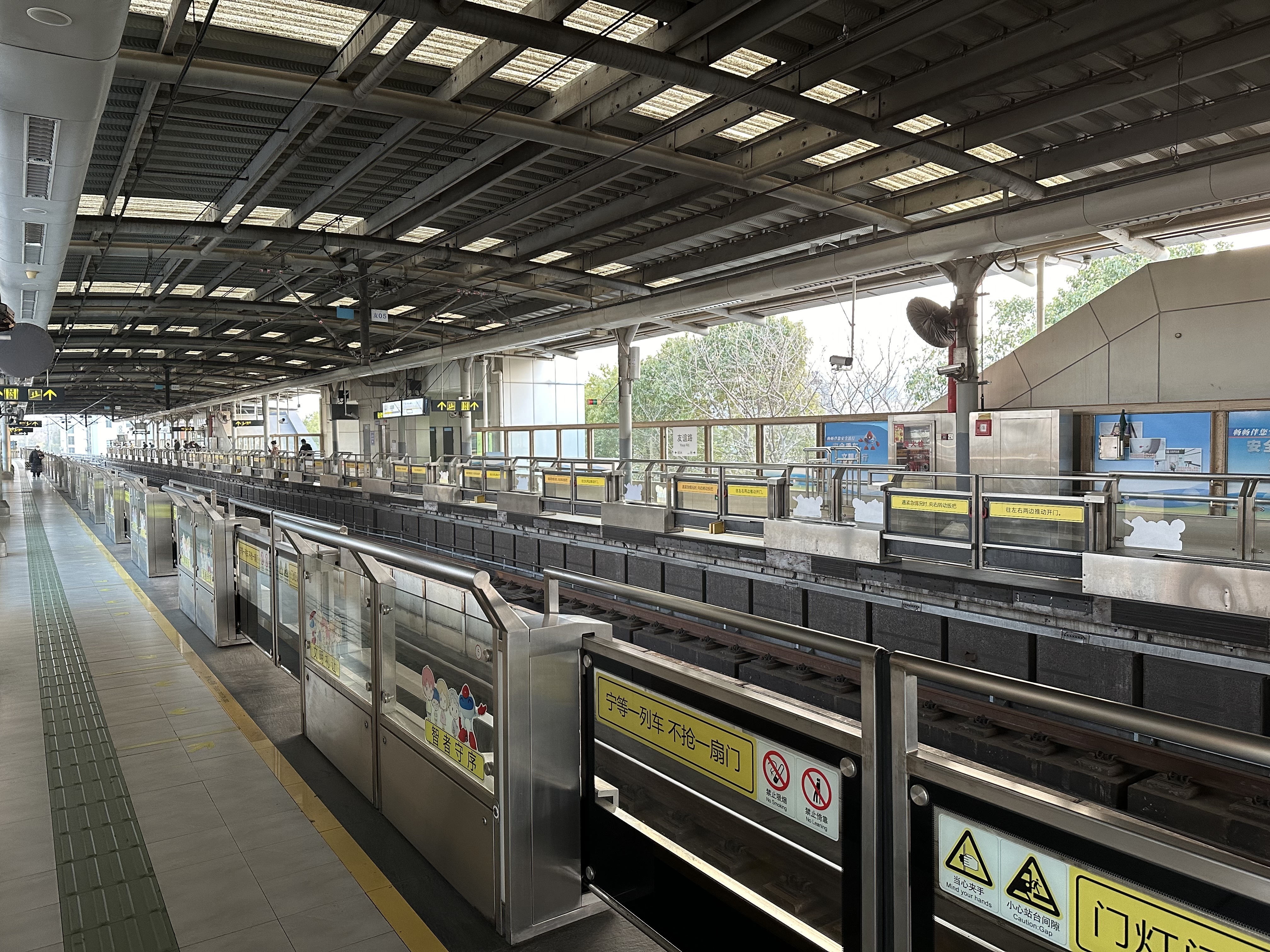
ホーム

相対式ホーム2面2線を有する高架駅。

## 歴史
- 2006年12月18日 - 開業。

## 隣の駅
上海軌道交通
■3号線
宝楊路駅 - 友誼路駅 - 鉄力路駅